# NN-258
La carretera NN‑258 es una vía departamental secundaria ubicada en el municipio de Larreynaga, departamento de León. Tiene una longitud de 9.71 kilómetros y conecta la comunidad El Tanque con el empalme El Platanal. Esta carretera fue inaugurada en 2024 como parte de los esfuerzos del MTI por mejorar la conectividad vial en zonas agrícolas del occidente del país.

## Trazado y cruces
La siguiente tabla muestra su recorrido, localidades y principales conexiones:
| km   | Localidad            | Departamento | Conexión / Ruta |
| ---- | -------------------- | ------------ | --------------- |
| 0.0  | Comunidad El Tanque  | León         |                 |
| 4.8  | Comunidad intermedia | León         |                 |
| 9.71 | Empalme El Platanal  | León         |                 |